# Lepus corsicanus
La lepre appenninica (Lepus corsicanus de Winton, 1898) è un mammifero lagomorfo della famiglia dei Leporidi.
Veniva un tempo considerata una sottospecie della lepre europea (Lepus europaeus corsicanus): solo in tempi recenti, grazie ad osservazioni morfologiche preliminari a partire dagli anni '80 del XX secolo (Angelici, 1989) alle analisi morfometriche (Palacios, 1996; Lo Valvo et al., 1997; Trocchi et al., 1998; Riga et al., 2001, Angelici & Luiselli, 2007) e all'analisi del DNA mitocondriale (Pierpaoli et al., 1999), gli studiosi sono potuti arrivare alla conclusione che si tratta di una specie ben distinta da L. europaeus, dal quale taxon si separò all'incirca tre milioni di anni fa.

## Distribuzione
Fino agli anni trenta del XX secolo, la specie aveva diffusione praticamente continua in tutta l'Italia centro-meridionale, a partire dall'Isola d'Elba, in Sicilia oltre che in Corsica: a seguito dell'introduzione, a fini venatori, di Lepus europaeus in gran parte della penisola, la popolazione di questa specie si è assai frammentata, con popolazioni isolate nelle varie regioni un tempo colonizzate e distribuzione continua solo in ambienti insulari, dove la congenere non è riuscita ad arrivare. La situazione della popolazione corsa della specie, riscoperta recentemente (Scalera & Angelici, 2003; Pietri et al, 2011) che a dispetto del nome scientifico sarebbe stata introdotta in tempi storici, anche se imprecisati, è attualmente poco conosciuta anche se predominante nei carnieri dei cacciatori rispetto alle altre due specie di lepri presenti (L. europaeus e L. granatensis (Pietri et al., 2011). 
Sebbene dove possibile la si trova in tutti gli ambienti disponibili, pare prediligere le zone con alternanza di bosco, macchia mediterranea ed aree aperte, anche coltivate. È ben presente anche in praterie di altitudine appenniniche (Angelici & Luiselli, 2001; Angelici & Spagnesi, 2008). L'attuale distribuzione conosciuta è riportata in Mori et al., 2014.

## Descrizione
La lepre italica appare molto simile, nell'aspetto generale, alla lepre europea, ma presenta una forma relativamente più slanciata: infatti, la lunghezza testa-corpo, il piede posteriore e soprattutto le orecchie sono proporzionalmente più lunghi. Per le caratteristiche morfologiche descritte si pensa che la lepre italica abbia una migliore capacità di termoregolazione e un adattamento maggiore al clima caldo degli ambienti mediterranei rispetto alla lepre europea; per contro, è noto che la lepre europea ben si adattata agli ambienti aperti con un clima di tipo continentale (Trocchi e Riga, 2005; Guglielmi et al., 2011). Non vi è dimorfismo sessuale.

### Dimensioni
Misura circa mezzo metro o poco più in lunghezza, per un peso di 3-3,5 kg.

### Aspetto
La specie è assai somigliante all'affine L. europaeus, con la quale viene spesso confusa. La colorazione del mantello differisce da quella della lepre europea per le tonalità più fulve, specialmente sulle cosce e sul groppone, dove la parte distale dei peli di borra è gialliccia anziché grigiastra. Proprio in base ad alcuni caratteri del mantello è possibile distinguere le due differenti specie; il carattere più facilmente riconoscibile, nell'insieme, è rappresentato da una consistente area bianca ventrale che nella lepre italica si estende sui fianchi: per questa ragione la lepre italica viene anche indicata, nel gergo venatorio, con l'appellativo di lepre dalla mezza luna. Nella lepre italica la colorazione della coscia e del groppone è bruno-ocra-rossiccia mentre nella Lepre europea la colorazione della coscia e del groppone bruno-grigiastra. La nuca e la parte dorsale del collo sono di colore grigio-antracite nella lepre italica a differenza della lepre europea, in cui sono di colore bruno-rossiccio, ad eccezione però degli esemplari più giovani (Trocchi e Riga, 2005; Guglielmi et al., 2011).

## Biologia
Poco si sa circa le abitudini di questi animali, in quanto fino a poco tempo fa considerati una sottospecie della lepre europea e perciò non studiati esaurientemente a vantaggio di studi sul comportamento della specie nel suo insieme: tuttavia, si ritiene che le sue abitudini, sia riproduttive che comportamentali, non siano molto differenti da quelle della congenere, con la quale spesso viene confusa, soprattutto dai cacciatori.
La lepre italica necessiterebbe di una protezione stringente poiché specie ad areale ristretto e poiché sono ancora scarsissime le conoscenze riguardanti biologia, ecologia e reale distribuzione. Come evidenziato in un recente studio condotto in Lazio (Guglielmi et al., 2011), le popolazioni ivi presenti risultano frammentate e isolate, talvolta a carattere relittuale, e a densità molto basse, fatta eccezione per alcune popolazioni come quella del comprensorio tolfetano. Pietri e collaboratori (2011) hanno messo in evidenza l'ibridazione della lepre italica con la lepre europea, fatto che pone in serio rischio il mantenimento dei geni nativi di questa specie endemica italiana. Le più recenti conoscenze sulla biologia di questa specie sono state raccolte durante un seminario nazionale sulla conservazione della specie (Riga e Scalisi, 2012).